# Pelity

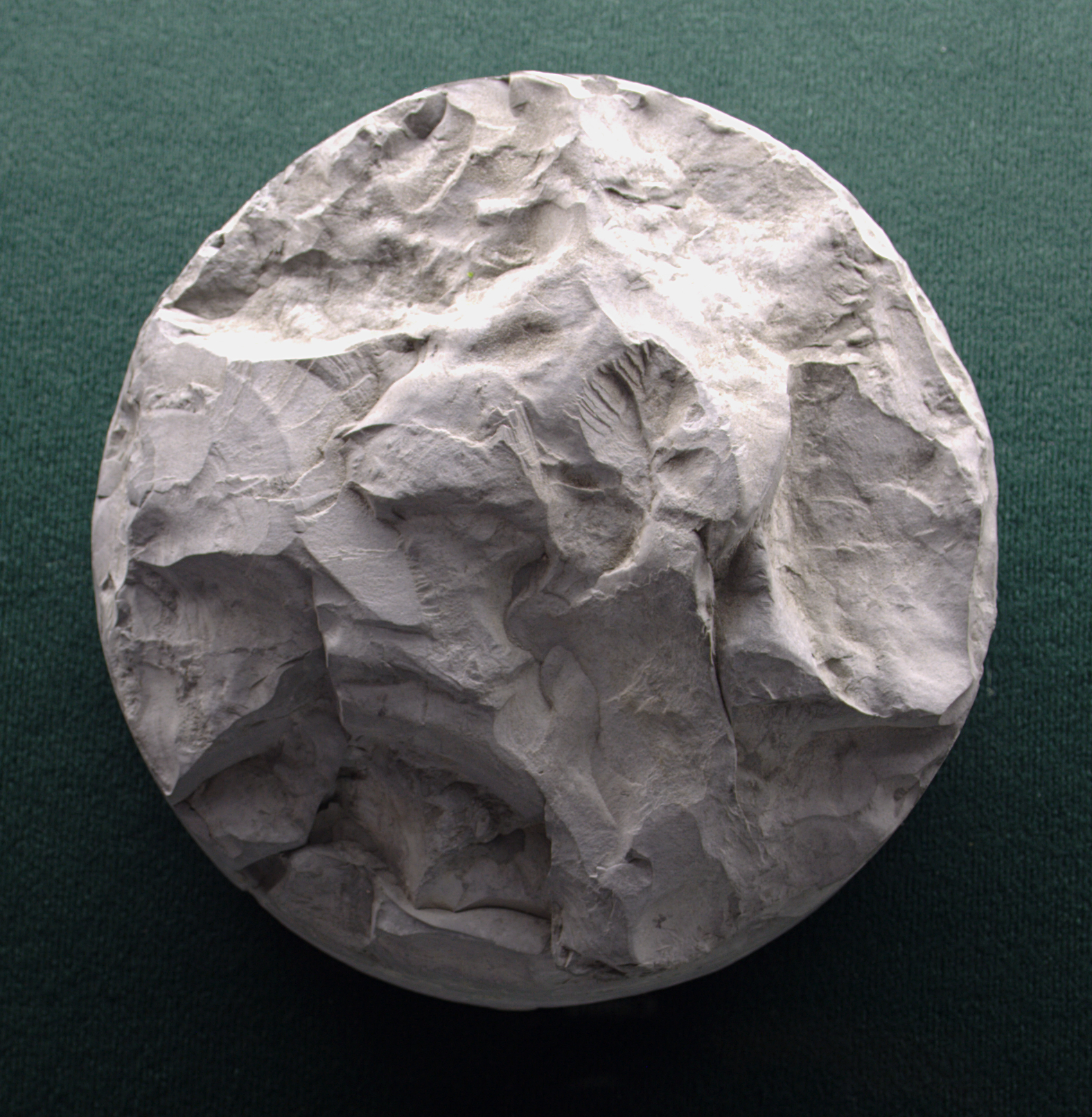
Iłowiec brakiczny z Muzeum Wolińskiego Parku Narodowego

Pelity (lutyty) (gr. pelos – glina) – skały osadowe (okruchowe i chemiczne), zwięzłe bądź luźne, zbudowane z ziarn frakcji pelitowej (iłowej) o średnicy poniżej 0,01 mm lub poniżej 0,0063 mm.
Do pelity zaliczają się różne skały ilaste: ił, iłowiec, iłołupek, także przez skały alitowe np. bentonit. 
Materiał pelitowy może występować jako domieszka także w innych rodzajach skał.